# Llorenç Serra Ferrer
Llorenç Serra Ferrer, noto anche come Lorenzo Serra Ferrer (Sa Pobla, 4 marzo 1953), è un allenatore di calcio ed ex calciatore spagnolo.

## Palmarès

### Allenatore

#### Club

##### Competizioni nazionali
- Coppa di Spagna: 1

Betis: 2004-2005